# Marco Licínio Crasso (cônsul em 14 a.C.)
Marco Licínio Crasso Frúgio (em latim: Marcus Licinius Crassus Frugi), conhecido também como Marco Licínio Crasso Dives (em latim: Marcus Licinius Crassus Dives), foi um senador romano da gente Licínia que serviu como cônsul em 14 a.C. com Cneu Cornélio Lêntulo Áugure. Ele era filho adotivo do cônsul Marco Licínio Crasso, cônsul em 30 a.C. e neto do triúnviro Marco Licínio Crasso. O pai adotivo de Frúgio foi o último descendente direto do triúnviro e Frúgio foi o último a ter o seu nome.

## História
Não se sabe o nome do pai biológico de Frúgio, mas é possível que tenha sido Marco Púpio Pisão Frúgio, que pode ter sido pretor em 44 a.C. e legado em 40 a.C., filho de Marco Púpio Pisão Frúgio Calpurniano, cônsul em 61 a.C..
Depois do servir como cônsul em 14 a.C., Frúgio serviu como governador romano da Hispânia até 10 a.C., mas pouco mais do que isto se sabe sobre sua carreira.

## Família
Frúgio teve um filho chamado Marco Licínio Crasso Frúgio, que serviu como cônsul em 27 e se casou com Escribônia, filha de Lúcio Escribônio Libão, cônsul em 16 e um descendente do triúnviro Pompeu, e uma filha chamada Licínia, que se casou com Lúcio Calpúrnio Pisão, também cônsul em 27. 